# Sturgeon (U-Boot, 1933)
HMS Sturgeon (Kennung: 73S) war ein U-Boot der britischen Royal Navy im Zweiten Weltkrieg. Die Sturgeon (engl.: Stör) wurde 1943 an die niederländische Koninklijke Marine übergeben und in Zeehond (nld: Hundsrobbe) umbenannt. Die Sturgeon war das erste britische U-Boot im Zweiten Weltkrieg, das ein feindliches Schiff versenkte. Sie ging als einziges U-Boot der Swordfish-Klasse nicht im Krieg verloren.

## Geschichte
siehe: Geschichte der Swordfish-Klasse und detaillierte Geschichte der S-Klasse
Die Sturgeon war das zweite Boot der ersten Gruppe der erfolgreichen S-Klasse. Dieses Baulos wird auch als Swordfish-Klasse bezeichnet. Sie wurde am 1. Januar 1931 auf der Marinewerft Chatham auf Kiel gelegt, lief am 1. August 1932 vom Stapel und wurde von der Royal Navy am 27. Februar 1933 in Dienst gestellt.
Beim Beginn des Krieges befand sich das U-Boot in der Nordsee und wurde vor die norwegische Küste verlegt. Am 14. September 1939 kam es zu einem Zwischenfall, als die Sturgeon irrtümlich ihr Schwesterboot Swordfish 50 sm ostsüdöstlich von Aberdeen bei 56° 22′ N, 1° 28′ O angriff. Die drei Torpedos verfehlten ihr Ziel. Allerdings war bei einem ähnlichen Zwischenfall am 10. September schon die Oxley von einem eigenen U-Boot versenkt worden. Infolge der beiden Unfälle vergrößerte die britische Admiralität die Abstände der Patrouillengebiete ihrer U-Boote von 4 auf 16 Seemeilen.
Am 20. November 1939 gelang der Sturgeon der erste Kampferfolg eines britischen U-Bootes im Zweiten Weltkrieg. Sie versenkte 100 sm westlich von Helgoland bei 54° 32′ N, 5° 10′ O das deutsche Vorpostenboot V 209/Gauleiter Telschow (428 BRT) mit Torpedos.
Am 2. September 1940 torpedierte und versenkte die Sturgeon 15 sm nördlich von Skagen bei 57° 58′ N, 10° 45′ O den deutschen Truppentransporter Pionier (3624 BRT). Acht Tage später griff sie U 43 bei 57° 25′ N, 6° 19′ O mit sechs Torpedos an, verfehlte aber das deutsche U-Boot.
Im November 1940 folgten zwei weitere Versenkungen. Am 3. November wurde das dänische Handelsschiff Sigrun (1337 BRT) 10 sm vor Larvik bei 59° 1′ N, 10° 20′ O und am 6. November das norwegische Handelsschiff Delfinus (1294 BRT) westlich von Hå bei 58° 34′ N, 5° 37′ O torpediert.
Am 12. August 1942 wurde das deutsche Handelsschiff Boltenhagen (3335 BRT) südlich von Norwegen bei 58° 8′ N, 6° 25′ O mit Torpedos versenkt.
Während einer Überholung auf der Devonport Dockyard in Plymouth wurde das U-Boot im April 1943 an die niederländische Marine übergeben. Die Niederländer stellten das U-Boot am 11. Oktober 1943 mit dem Namen Zeehond in Dienst.
Das Boot verblieb bis zum Kriegsende in niederländischen Diensten und wurde in der Nordsee eingesetzt. Die niederländische Marine stellte die Zeehond am 14. September 1945 in Dundee außer Dienst und gab sie an die Royal Navy zurück.
Die Sturgeon wurde 1947 in Granton (Schottland) verschrottet.